# Coffea malabarica
Coffea malabarica är en måreväxtart som först beskrevs av Sivar., Biju och P.Mathew, och fick sitt nu gällande namn av Aaron Paul Davis. Coffea malabarica ingår i släktet Coffea och familjen måreväxter. Inga underarter finns listade i Catalogue of Life.